# Aechmophorus
Az Aechmophorus a vöcsökalakúak (Podicipediformes) rendjébe, ezen belül a vöcsökfélék (Podicipedidae) családjába tartozó nem.

## Előfordulásuk
Az ide tartozó két faj Kanada, az Amerikai Egyesült Államok és Mexikó tavainál, folyóinál és a tengerpartjainál él.

## Rendszerezés
A nembe az alábbi fajok tartoznak.
- nyugati vöcsök (Aechmophorus occidentalis)
- fehérarcú vöcsök (Aechmophorus clarkii)